# Volo Canadian Pacific Airlines 21
ll volo Canadian Pacific Air Lines 21 era un volo di linea della Canadian Pacific Airlines tra l'aeroporto di Vancouver e l'aeroporto di Whitehorse con scali intermedi a Prince George, Fort St. Jonh, Fort Nelson e Watson Lake.
L'8 luglio 1965 il Douglas DC-6 che operava il volo si schiantò al suolo vicino 100 Mile House a causa di un ordigno a bordo la cui tipologia non venne mai identificata.

## L'aereo
Il velivolo coinvolto nell'incidente era un Douglas DC-6B con numero di registrazione CF-CUQ e C/N 43844 costruito nel 1953.  Al momento dell'incidente aveva accumulato 29.998 ore di volo.

## L'incidente
Il Douglas decollò dall'aeroporto di Vancouver alle 14:42 PST con un piano di volo strumentale. Le comunicazioni radio proseguirono senza particolari problemi fino alle 15:38 quando il controllo del traffico di Vancouver chiamò il volo 21 senza ricevere alcuna risposta. Due minuti più tardi vennero uditi tre "mayday". Il DC-6 venne visto da alcuni testimoni sorvolare il lago Gustafson, 20 miglia ad ovest di 100 Miles House, quando improvvisamente si sentì un'esplosione dopo la quale la coda si separò dalla fusoliera.
Il velivolo, ormai senza controllo, si schiantò alle 15:41 in una foresta 4,5 miglia a nord del lago Gustafson.

## L'inchiesta
Per accertare le cause dell'incidente venne nominata una commissione di inchiesta presieduta dal Dipartimento dei Trasporti canadese. Le indagini appurarono che i motori, le eliche ed i sistemi del velivolo funzionavano perfettamente. L'esplosione udita dai testimoni è riconducibile ad una detonazione avvenuta nella parte sinistra della galley posteriore dove sono state rinvenute tracce di dinamite e polvere da sparo.
La Royal Canadian Mounted Police focalizzò le indagini su quattro sospetti che si trovavano tra i passeggeri del volo: un disoccupato che aveva contratto una polizza sulla vita prima dell'imbarco, un giovane uomo descritto come solitario con interessi in armi e polvere da sparo, un esperto di esplosivi con precedenti penali per omicidio ed un individuo che imbarcò una pistola sull'aereo in cura da uno psichiatra. Tra i quattro sospettati l'unico a non avere un motivo valido per il viaggio era il disoccupato che viaggiava verso la zona di Prince George per lavorare in un impianto di lavorazione della cellulosa. La RCMP infatti non trovò alcuna azienda della zona che lo stesse aspettando.
La polizia non fu in grado di identificare il colpevole ed il caso venne chiuso.
Nel 1949 un DC-3 della Canadian Pacific precipitò a causa di un ordigno posizionato dal canadese Albert Guay nella valigia della moglie per intascare l'assicurazione.

## Conseguenze
Nel 2012 iniziarono le procedure per costruire un memoriale nel luogo dello schianto.
Nel novembre 2018 venne annunciato che le indagini sarebbero riprese, grazie all'interessamento dei familiari delle vittime, facendo affidamento a moderne tecniche investigative.